# Маріонетки (фільм)
«Маріонетки» — радянський художній фільм-політичний памфлет режисерів Якова Протазанова і Порфирія Подобєда, знятий в 1933 році. Прем'єра відбулася 3 лютого 1934 року.

## Сюжет
Герої фільму носять імена семи нот — До, Ре, Мі й так далі. Дія відбувається у вигаданому європейському королівстві Буфферія, де заправляють фашисти і капіталісти. Таємні правителі країни приймають рішення змінити короля. Найбільш підходящою кандидатурою на престол здається принц-алкоголік До (Анатолій Кторов), що погруз в боргах. Але по дорозі в столицю він випадає з аероплана в річку, а коли, дивом залишившись живим, добирається — виявляється, що замість нього королем оголошений прийнятий за нього перукар Соль (Сергій Мартінсон). Спочатку останній розгубився, але його відповіді невпопад швидко тлумачаться «як треба», в дусі політичної ситуації. Так, на питання про заходи щодо врегулювання державного кризи Соль згадує «гарячі компреси, свинцеві примочки», що приводить у захват лідера фашистів, Фа (Костянтин Зубов). Поступово Соль входить в роль і робить все більш різкі заяви. Фільм закінчується тим, що Буфферія нападає на Радянський Союз, але насправді всі герої цього фільму — маріонетки, а всі мотузочки від них сходяться в одні руки.

## У ролях
- Анатолій Кторов —  принц До
- Микола Радін —  архієпископ Ре
- Валентина Токарська —  співачка Мі
- Костянтин Зубов —  фашист Фа
- Сергій Мартінсон —  перукар Соль
- Михайло Климов —  прем'єр-міністр Ля
- Сергій Тихонравов —  політик Сі, що торгує
- Леонід Леонідов —  той, що тримає нитки, голова концерну військової промисловості
- Василь Топорков —  директор театру маріонеток
- Іван Аркадін —  церемоніймейстер
- Осип Басов —  поет
- Микола Бубнов —  філософ
- Володимир Попов —  білий генерал
- Михайло Жаров —  начальник прикордонного поста
- Петро Галаджев —  писар
- Варвара Альохіна —  княгиня
- Іван Бобров —  фашист
- Анна Дмоховського —  1-а придворна дама
- Михайло Доронін —  1-й політик
- Олександр Жуков —  начальник королівської варти
- Іван Зайцев —  епізод
- Сергій Комаров —  Ієронімус
- Петро Леонтьєв —  2-й політик
- Георгій Мілляр —  лисий чиновник
- Михайло Розен-Санін —  предводитель дворянства
- Тетяна Струкова —  2-а придворна дама
- Михайло Холодов —  посланник Буфферії

## Знімальна група
- Автори сценарію: Яків Протазанов, Володимир Швейцер
- Режисер: Яків Протазанов
- Співрежисер: Порфирій Подобєд
- Асистент режисера: Олександр Роу
- Оператор: Петро Єрмолов
- Композитор: Леонід Половинкин
- Художники: Мойсей Левін, Сергій Козловський